# Noroi: The Curse
Pour plus de détails, voir Fiche technique et Distribution.
Noroi: The Curse (ノロイ, Noroi) est un film d'horreur japonais, de type faux documentaire found footage, réalisé par Kōji Shiraishi, sorti en 2005.

## Synopsis
Masafumi Kobayashi, journaliste spécialiste du paranormal, a disparu en ne laissant pour trace qu'un documentaire vidéo. Il s’agit d’une enquête sur des phénomènes en apparence anodins, mais reliés par la légende d'un démon appelé « Kagutaba ».

## Fiche technique
- Titre original : ノロイ (Noroi?)
- Titre international : Noroi: The Curse
- Réalisation : Kōji Shiraishi
- Scénario : Kōji Shiraishi, Naoyuki Yokota
- Photographie : Shōzō Morishita
- Montage : Nobuyuki Takahashi
- Société(s) de production : Xanadeux
- Pays d'origine :  Japon
- Langue originale : japonais
- Format : couleur — 1,85:1 — Stéréo
- Genre : Horreur, found footage
- Durée : 115 minutes[1]
- Dates de sortie :
  - Japon : 20 août 2005[1]
  - Allemagne : septembre 2009 (DVD)

## Distribution
- Jin Muraki : Masafumi Kobayashi
- Rio Kanno (en) : Kana Yano
- Tomono Kuga : Junko Ishii
- Marika Matsumoto : elle-même
- Maria Takagi : elle-même
- Ai Iijima : invitée d’une émission